# Nanocladius acutus
Nanocladius acutus är en tvåvingeart som beskrevs av Lehmann 1981. Nanocladius acutus ingår i släktet Nanocladius och familjen fjädermyggor.
Artens utbredningsområde är Kongo. Inga underarter finns listade i Catalogue of Life.